# Tỉnh ủy Điện Biên
Tỉnh ủy Điện Biên hay còn được gọi Ban chấp hành Đảng bộ tỉnh Điện Biên là cơ quan lãnh đạo cao nhất của Đảng bộ tỉnh Điện Biên giữa hai kỳ đại hội đại biểu Đảng bộ tỉnh Điện Biên, do Đại hội Đại biểu Đảng bộ tỉnh bầu.
Tỉnh ủy Điện Biên có chức năng thi hành nghị quyết, quyết định của Đại hội Đại biểu Đảng bộ tỉnh Điện Biên, Ban Chấp hành Trung ương Đảng, Ban Bí thư và Bộ Chính trị.
Đứng đầu Tỉnh ủy là Bí thư Tỉnh ủy và thường là ủy viên Ban chấp hành Trung ương Đảng. Bí thư hiện tại là Ủy viên Ban Chấp hành Trung ương Đảng Trần Quốc Cường.